# Maximilian Csicserics von Bacsány
Maximilian Csicserics von Bacsány (Arad, 3. ožujka 1865. – Zagreb, 8. studenog 1948.) je bio austrougarski general i vojni zapovjednik. Tijekom Prvog svjetskog rata zapovijedao je 14. pješačkom divizijom, te XIII. i XXIII. korpusom na Istočnom i Talijanskom bojištu.

## Vojna karijera
Maximilian Csicserics je rođen 3. ožujka 1865. u Aradu. Gimnaziju je završio u Vinkovcima, nakon čega je pohađao višu vojnu školu u Mährisch-Weisskirchenu, Terezijansku vojnu akademiju u Bečkom Novom Mjestu, te Vojnu akademiju u Beču. U kolovozu 1884. promaknut je u čin poručnika, te s tim činom služi u 38. pješačkoj pukovniji. U navedenoj pukovniji služi do 1892. kada je unaprijeđen u čin satnika nakon čega prelazi na službu u Glavni stožer. U međuvremenu je, u siječnju 1889., promaknut u čin natporučnika. Od 1897. nalazi se na službi u 85. pješačkoj pukovniji u kojoj služi godinu dana, do 1898., kada je promaknut u čin bojnika te ponovno vraćen na službu u Glavni stožer gdje služi do 1902. godine.
U svibnju 1902. unaprijeđen je u čin potpukovnika, te premješten na službu u 46. pješačku pukovniju. Od ožujka 1904. do listopada 1905. služi u austrougarskoj vojnoj misiji pridruženoj ruskom stožeru tijekom Rusko-japanskog rata. Po povratku iz Rusije, u studenom 1905. promaknut je u čin pukovnika, te imenovan načelnikom stožera XIII. korpusa zamijenivši na tom mjestu Adolfa von Rhemena. Ubrzo međutim, ponovno je premješten u Glavni stožer gdje služi do 1908. godine kada postaje načelnikom stožera XI. korpusa. Navedenu dužnost obnaša do 1911. godine kada s činom general bojnika preuzima zapovjedništvo nad 30. pješačkom brigadom. Godine 1912. imenovan je ravnateljem Časničke škole u Beču koju dužnost obnaša sve do početka Prvog svjetskog rata.

## Prvi svjetski rat
Na početku Prvog svjetskog rata Csicserics je imenovan načelnikom stožera 5. armije kojom je na Balkanskom bojištu zapovijedao Liborius von Frank. Kao načelnik stožera 5. armije sudjeluje u tri neuspješne invazije na Srbiju tijekom kojih je u studenom promaknut u čin podmaršala. Nakon neuspjeha invazija, Csicserics je jedno vrijeme na čelu Zapovjedništva zaduženog za sigurnost mostova na Dunavu, da bi u travnju 1915. postao zapovjednikom 14. pješačke divizije kojom je do tada zapovijedao Hugo Martiny. Zapovijedajući navedenom divizijom koja se nalazila u sastavu 2. armije sudjeluje u ofenzivi Gorlice-Tarnow.
U srpnju 1916. nakon početka Brusilovljeve ofenzive postaje zapovjednikom XIII. korpusa zamijenivši na tom mjestu Adolfa von Rhemena. Navedenim korpusom zapovijeda do lipnja 1917. kada od Alfreda von Schenka preuzima zapovjedništvo nad XXIII. korpusom. S navedenim korpusom koji se nalazio u na Talijanskom bojištu sudjeluje u Kobaridskoj ofenzivi nakon čega je u veljači 1918. unaprijeđen u čin generala pješaštva. Tijekom lipnja 1918. zapovijedajući XXIII. korpusom u sastavu Sočanske armije pod zapovjedništvom Wenzela von Wurma sudjeluje u Bitci na Piavi, te potom krajem listopada i u konačnom austrougarskom porazu u Bitci kod Vittoria Veneta.

## Poslije rata
Nakon završetka rata Csicserics je s 1. siječnjem 1919. umirovljen. Preminuo je 8. studenog 1948. godine u 84. godini života u Zagrebu.

## Vanjske poveznice
(eng.) Maximilian Csicserics von Bacsány na stranici Oocities.org

(njem.) Maximilian Csicserics von Bacsány na stranici Weltkriege.at